# Isole Tabar
Le Isole Tabar sono un gruppo di isole della Papua Nuova Guinea, si trovano 40 km a nord della Nuova Irlanda e fanno parte dell'Arcipelago delle Bismarck. Amministrativamente fanno parte del Distretto di Namatanai nella Provincia della Nuova Irlanda appartenente alla Regione delle Isole.
Il gruppo è formato, oltre che da piccoli scogli, da una catena di tre isole - Tabar (Grande Tabar) a sud, Tatau nel centro Simberi a nord. Il punto più alto del gruppo è il monte Beirari a 622 m.
La popolazione delle isole Tabar era di 3 920 abitanti second il censimento del 2000.